# Édouard Jolin
Pour les articles homonymes, voir Jolin.
Jean Alexandre Édouard Jolin est un peintre français du XVIIIe siècle né à Nantes (Loire-Atlantique) en 1817 et mort le 5 mars 1892 dans le 9e arrondissement de Paris.

## Biographie
Peintre de compositions religieuses, et de scènes de genre, Édouard Jolin figure de 1844 à 1869 au Salon de Paris, avec des sujets de genre et des sujets religieux.
Il fut l'élève de Paul Delaroche.

## Œuvres
- Le Repas chez Simon, 1863, à la collégiale Saint-Aubin de Guérande (intitulé Jésus chez Simon le Pharisien au catalogue du Salon de 1864[4]).
- Le Martyre de saint Gohard, 1852, à la cathédrale de Nantes.
- Après la bataille d'Auray, vers 1868, musée des beaux-arts de Rennes.
- Évanouissement de la Sainte Vierge, exposé en 1867.
- Un miracle de saint Léonard, vers 1862, église de Bacqueville-en-Caux.
- L'incrédulité de saint Thomas, église de Marly-le-Roi.
- Saint Dominique ressuscitant un enfant, exposé en 1846, église Saint-Similien de Nantes.
- Saint François d'Assise secourant un pauvre.
- Scène tirée d'Hamlet de Shakespeare.